# Anna Cellari
Anna Walentyna Cellari, właśc. Cellary (ur. 14 lutego 1935 w Warszawie, zm. 23 czerwca 1975 w Łodzi) – polska aktorka teatralna.

## Życiorys
Kształciła się w Łodzi, gdzie zdała maturę i ukończyła średnią szkołę muzyczną. W sezonie 1957/1958 została zaangażowana w Teatrze Ziemi Łódzkiej jako pomoc artystyczna. Następnie, w sezonie 1958/1959 występowała w Teatrze Dolnośląskim w Jeleniej Górze, a w latach 1959–1960 była pracownicą łódzkiej Estrady. Jednocześnie uczęszczała w Łodzi do szkoły aktorskiej i w 1960 roku zdała w Warszawie eksternistyczny egzamin aktorski. W kolejnych latach grała w Teatrach Dramatycznych w Szczecinie (1962–1964), Teatrze im. Aleksandra Węgierki w Białymstoku (1964–1965), Teatrze Dramatycznym w Częstochowie (1965–1966), Teatrze im. Wandy Siemaszkowej w Rzeszowie (1966–1967), Teatrze im. Aleksandra Fredry w Gnieźnie (1967-1970), Teatrze Ziemi Pomorskiej w Grudziądzu (1970–1971), Teatrze Ziemi Gdańskiej w Gdyni (1971-1972) oraz ponownie w Teatrze Ziemi Łódzkiej (1972–1975). Ponadto w 1969 roku wystąpiła w jednym spektaklu Teatru Telewizji.
Po 1963 wyszła za mąż za aktora i reżysera Wacława Ścibor-Rylskiego.